# Maximiliano Cubas
Rafael Maximiliano Cubas Belloso (Santa Ana; 16 de octubre de 1934-13 de abril de 2020) fue un futbolista salvadoreño. Luego fue entrenador del C.D. Dragón, C.D. FAS y C.D. Once Municipal.

## Trayectoria
Era apodado «Catán» o «Chele catán» y anotó su primer gol profesional con el FAS el 30 de mayo de 1954, en la victoria de 2-0 frente al Atlético Marte. De 1956 a 1959 jugó con el Once Municipal, donde logró un subtítulo.
Retornó al FAS donde logró su último gol el 24 de marzo de 1966 ante el Juventud Olímpica, que acabó en triunfo por 4-1 en el torneo de Primera División 1965-66. Anotó 34 goles en total con este equipo y en 1967 fungió como jugador-entrenador del Dragón en la Segunda División.

## Clubes
| Club           | País        | Año       |
| -------------- | ----------- | --------- |
| FAS            | El Salvador | 1954-1956 |
| Once Municipal | El Salvador | 1956-1959 |
| FAS            | El Salvador | 1959-1966 |
| Dragón         | El Salvador | 1967      |

## Palmarés

### Títulos nacionales
| Título           | Equipo | País        | Año     |
| ---------------- | ------ | ----------- | ------- |
| Primera División | FAS    | El Salvador | 1953-54 |
| Primera División | FAS    | El Salvador | 1961-62 |
| Primera División | FAS    | El Salvador | 1962    |